# Adam Johann von Krusenstern
Adam Johann von Krusenstern, poznan tudi kot Ivan Krusenstern (rusko Ива́н Фёдорович Крузенште́рн), nemško-baltski mornariški častnik in raziskovalec Ruskega imperija. * 10. oktober 1770, Haggud, Estonska gubernija, Ruski imperij, (danes Hagudi, Estonija) † 12. avgust 1846, Dvorec Kiltsi, Estonska gubernija, Ruski imperij (danes Estonija).
Vodil je prvo rusko obplutje sveta.

## Življenjepis
Von Krusenstern se je rodil v Haggudu, Grofija Harrien, Estonska gubernija, Ruski imperij (danes Hagudi, Estonija) v aristokratski družini Baltskih Nemcev, ki je izhajala iz švedske družine von Krusenstjerna, ki je ostala v provinci tudi po njeni priključitvi Ruskemu imperiju. Leta 1787 se je pridružil Ruski imperialni mornarici in je služil med vojno s Švedsko. Nato je med letoma 1793 in 1799 služil v Kraljevi vojni mornarici in obiskal Indijo, Kitajsko in Ameriko.
Car Aleksander I. je von Kruzensterna poslal na potovanje na daljnevzhodno obalo Azije za vzpostavitev pomorskih povezav s Kitajsko mimo rta Dobrega upanja in rta Horn. Pod pokroviteljstvom carja Aleksandra, grofa Nikolaja Petroviča Rumjanceva in Rusko-ameriške družbe je von Krusenstern vodil prvo rusko obplutje sveta. Glavni namen tega podviga je bil razvoj trgovine s krzni z Rusko Ameriko. Drugi cilji odprave dveh ladij so bili vzpostavitev trgovine s Kitajsko in Japonsko, lajšati trgovine z Južno Ameriko in preučiti obalo Kalifornije in zahodne Severne Amerike za morebitno kolonijo.
Dve ladji, Nadježda pod poveljstvom von Krusensterna in Neva pod poveljstvom kapitana Jurija Fjodoroviča Lisjanskega sta izpluli iz Kronštata, avgusta 1803, obpluli irt Horn Južne Amerike, dosegli severni Tihi ocean in se vrnili mimo rta Dobrega upanja v Južni Afriki. Krusenstern se je vrnil v Kronštat avgusta 1806. Oba pomorščaka sta naredila zemljevide in podrobne zapise o njunih potovanjih.
Po vrnitvi je Krusenstern napisal podrobno poročilo "Reise um die Welt in den Jahren 1803, 1804, 1805 und 1806 auf Befehl Seiner Kaiserlichen Majestät Alexanders des Ersten auf den Schiffen Nadeschda und Newa" ("Potovanje okrog sveta v letih 1803, 1804, 1805, in 1806 pod poveljstvom njegovega imperialnega veličanstva Aleksandra I. z ladjama Nadježda in Neva"), objavljeno v Sankt Peterburgu leta 1810. V letih 1811–1812 je bilo objavljeno v Berlinu, angleški prevod pa je bil objavljen v Londonu leta 1813, čemur so sledili še francoski, nizozemski, danski, švedski in italijanski prevodi. Njegovo znanstveno delo, ki vključuje tudi atlas Tihega oceana, je bilo objavljeno leta 1827 v Sankt Peterburgu.
Zaradi Krusensternovih geografskih odkritij je bilo njegovo potovanje zelo pomembno za napredek geografske znanosti. Njegovo delo mu je prineslo častno članstvo v Ruski akademiji znanosti. Leta 1816 je bil izvoljen kot tuji član Kraljeve švedske akademije znanosti, leta 1824 pa kot Ameriškega filozofskega društva.
Leta 1841 je postal admiral. Leta 1846 je umrl v estonskem dvorcu Kiltsi, ki ga je kupil leta 1816, in bil pokopan v talinski katedrali.

## Zapuščina
Po njem je poimenovana jadrnica Kruzenštern, ledolomilec Ivan Kruzenštern, Airbus A320 družbe Aeroflot, Gora Kruzenšterna, najvišji vrh Nove dežele, krater Krusenstern na Luni, v preteklosti Kruzenšternov otok (eden Diomedovih otokov v Beringovem prelivu, danes Otok Little Diomede), Kruzenšternovo otočje v Karskem morju in rt Krusenstern na Aljaski.
Poleg tega Cookovi otoki v južnem Tihem oceanu nosijo to ime zaradi Krusensterna. Prej so se imenovali Herveyovi otoki, vendar je on leta 1835 to ime spremenil v čast kapitana Cooka.